# Scrofella chinensis
Scrofella chinensis är en grobladsväxtart som beskrevs av Carl Maximowicz. Scrofella chinensis ingår i släktet Scrofella och familjen grobladsväxter. Inga underarter finns listade i Catalogue of Life.